# Triuridopsis
Triuridopsis  es un género de plantas con flores perteneciente a la familia Triuridaceae. Comprende dos especies.

## Especies seleccionadas
- Triuridopsis intermedia
- Triuridopsis peruviana